# شيلان فيجو (تشيلي)
شيلان فيجو (بالإسبانية: Chillán Viejo)‏ هي بلدية تقع في تشيلي في Ñuble Province.[بحاجة لمصدر] يقدر عدد سكانها بـ 28,735 نسمة ومساحتها 291.8 كم2 وترتفع عن سطح البحر 124 متر.